# Papa Gregório XV
Gregório XV, nascido Alessandro Ludovisi; (Bolonha, 9 de janeiro de 1554 — Roma, 8 de julho de 1623)  foi o Papa da Igreja Católica e Soberano dos Estados Papais de 9 de fevereiro de 1621 até a data de sua morte.

## Biografia

### Início da vida
Alessandro Ludovisi nasceu em Bolonha em 9 de janeiro de 1554 de Pompeo Ludovisi, o conde de Samoggia (hoje Savigno na província de Bolonha ) e de Camilla Bianchini. Ele foi o terceiro de sete filhos.

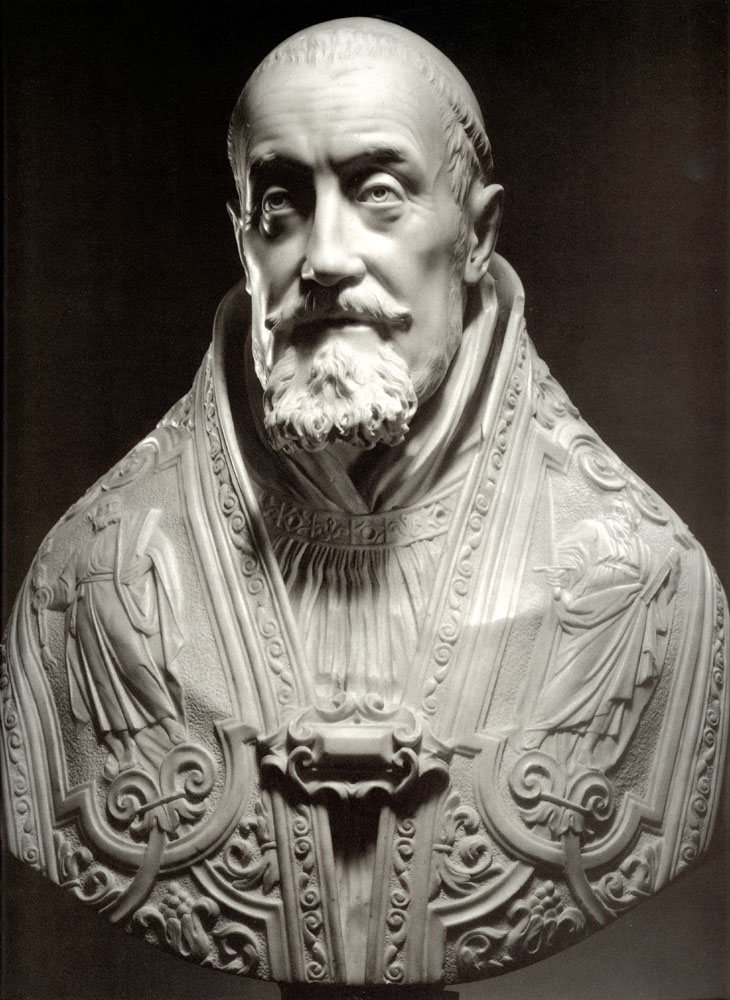
Busto do Papa Gregório XV, 1621 por Gian Lorenzo Bernini.

Ele foi educado no Roman College, administrado pela Companhia de Jesus em Roma, e depois foi para a Universidade de Bolonha para se formar em direito canônico e romano, que recebeu em 4 de junho de 1575. Seu início de carreira foi como jurista papal em Roma, e não há evidências de que ele tenha sido ordenado ao sacerdócio.
Ele retornou a Roma em 1575 e serviu como referendo da Assinatura Apostólica de 1593 a 1596 e foi nomeado vice-governador de Roma em 1597, cargo que manteve até 1598. Também atuou como auditor da Rota Romana Sagrada de 1599 a 1612.
Em 12 de março de 1612, o Papa Paulo V o nomeou arcebispo de Bolonha, pelo qual presumivelmente foi ordenado ao sacerdócio e, em seguida, foi consagrado como bispo em 1 de maio daquele ano na igreja de San Andrea al Quirinale, em Roma.
Em agosto de 1616, o papa o enviou como Núncio Apostólico ao Ducado de Sabóia, para mediar entre Carlos Emanuel I, Duque de Saboia e Filipe III de Espanha em sua disputa sobre o Marquês Gonzaga de Montferrat.
Em 19 de setembro de 1616, o papa Paulo V o elevou ao posto de cardeal e o nomeou cardeal sacerdote na igreja titular de Santa Maria na Traspontina.

## Papado

### Conclave papal
Ludovisi permaneceu em sua sede episcopal em Bolonha até ir a Roma após a morte do papa Paulo V para participar do conclave em que foi escolhido como papa e selecionou o nome pontifício de "Gregório XV". Foi coroado em 14 de fevereiro de 1621 pelo protodiácono, cardeal Andrea Baroni Peretti Montalto, e assumiu a posse da Arquibasílica de São João de Latrão em 14 de maio de 1621.
No momento de sua eleição, principalmente pela influência do cardeal Borghese, em sua idade avançada (ele tinha 67 anos) e com seu fraco estado de saúde, viu imediatamente que precisaria de um homem enérgico, no qual pudesse confiar implícita. , para auxiliá-lo no governo da Igreja. Seu sobrinho Ludovico Ludovisi, um jovem de 25 anos, parecia ser a pessoa certa e, sob o risco de ser acusado de nepotismo, criou-o cardeal no terceiro dia de seu pontificado. No mesmo dia, seu irmão mais novo, Orazio, foi nomeado capitão geral da Igreja à frente do exército papal.

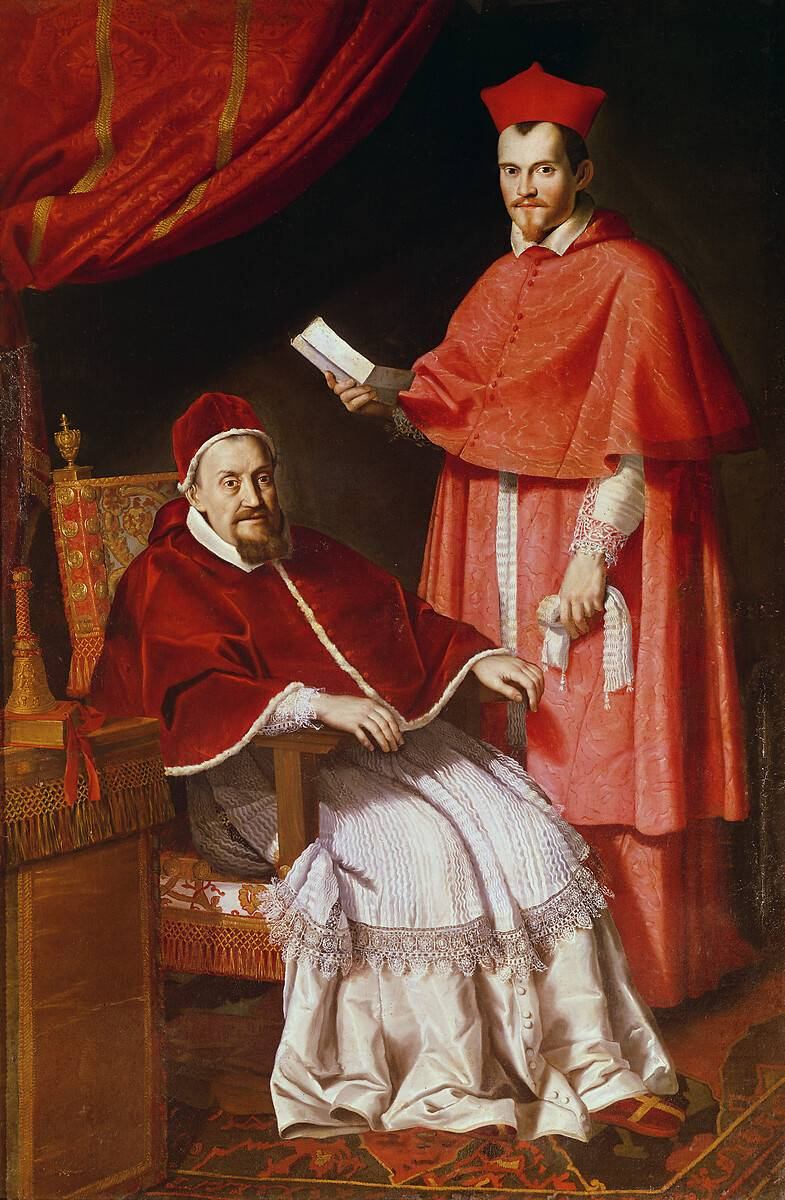
Papa Gregório XV, com seu cardeal-sobrinho de renda e autoridade sem precedentes, Ludovico Ludovisi, conhecido como o Cardinal Padrone

O futuro revelou que Gregório XV não ficou desapontado com o sobrinho. A Enciclopédia Católica permite que "Ludovico, é verdade, tenha promovido os interesses de sua família de todas as maneiras possíveis, mas ele também usou seus talentos brilhantes e sua grande influência para o bem-estar da Igreja, e foi sinceramente dedicado ao Papa". Gregório garantiu para os Ludovisi dois ducados, um para seu irmão Orazio, fez um Nobile Romano e Duque de Fiano Romano, 1621, e o outro, o Ducado de Zagarolo, comprado da família Colonna por seu sobrinho Ludovico Ludovisi em 1622. Um segundo sobrinho, Niccolò, foi feito príncipe reinante de Piombino e senhor da Ilha de Elba em 1634, tendo se casado com a herdeira, em 30 de março de 1632.

### Ações
Gregório XV interferiu pouco na política européia, além de ajudar Fernando II, Sacro Imperador Romano e a Liga Católica contra os protestantes assim como Sigismundo III Vasa, rei de a República das Duas Nações, contra o Império Otomano. Sua Declaração contra Magos e Bruxas (Omnipotentis Dei, 20 de março de 1623) foi a última ordenança papal contra a bruxaria. As punições anteriores foram reduzidas e a pena de morte foi limitada àqueles que "provaram ter entrado em acordo com o diabo e cometido homicídio com sua assistência".
Ele era um teólogo erudito e manifestou um espírito de reforma. Como exemplo, sua bula papal de 15 de novembro de 1621, Aeterni Patris Filius, regulamentou as eleições papais, que a partir de agora seriam por escrutínio secreto; três métodos de eleição foram permitidos: por escrutínio, compromisso e quase inspiração. Em 6 de janeiro de 1622, ele estabeleceu a Congregação para a Propagação da Fé, o braço missionário da Santa Sé. Seu pontificado foi marcado pelas canonizações de Teresa de Ávila, Francisco Xavier, Inácio de Loyola, Filipe Néri e Isidoro, o Lavrador. Ele também beatificou Pedro de Alcântara. Ele foi influente em trazer o artista bolonhesa Guercino para Roma, um marco no desenvolvimento do estilo barroco alto. Ele se sentou para seus bustos de retratos, um dos quais foi de Gian Lorenzo Bernini e Alessandro Algardi, cujo busto fica na Igreja de Santa Maria, em Vallicella.

### Consistórios
O papa criou onze cardeais em quatro consistórios que o levaram a elevar seu sobrinho Ludovico e seu primo Marcantonio Gozzadini como cardeais; ele também elevou o conhecido Armand Jean Richelieu como cardeal.

### Canonizações e beatificações
Em 12 de março de 1622, o papa canonizou vários santos: Teresa de Ávila, Francisco Xavier, Inácio de Loyola, Filipe Néri e Isidoro, o Lavrador.
Gregório XV também beatificou três indivíduos durante seu pontificado: Ambrose Sansedoni, de Siena, Alberto Magno, e Pedro de Alcântara.

### Morte e enterro

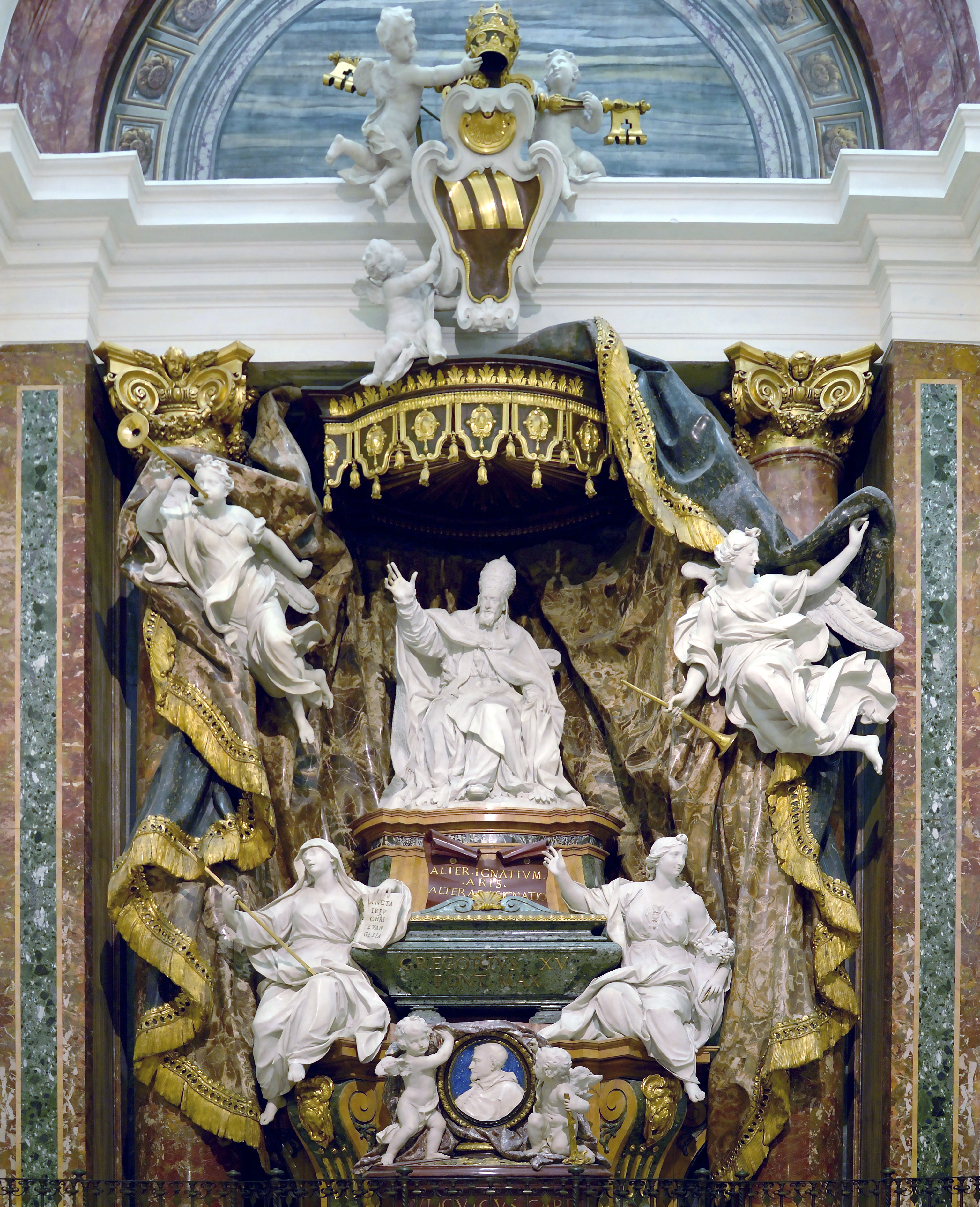
Monumento ao Papa Gregório XV e ao cardeal Ludovico Ludovisi por Pierre Le Gros, o Jovem (c. 1709-1714) Roma, Sant'Ignazio

Ele sofria de cálculos renais há algum tempo e estava acamado de 16 de junho a 1 de julho de 1623, sofrendo de diarreia e um distúrbio estomacal que lhe causava grande desconforto. Sua condição piorou em 4 de julho, quando uma febre o enfraqueceu bastante, levando a receber o Viaticum em 5 de julho e a Extreme Unction em 6 de julho, antes de sucumbir à doença dois dias depois.
O Papa Gregório XV morreu no Palácio Quirinal em 8 de julho de 1623. Ele foi enterrado na Igreja de Santo Inácio de Loyola, onde mais de 80 anos depois, os jesuítas ergueram um magnífico monumento seguindo o desejo do cardeal Ludovico Ludovisi, que também foi homenageado neste monumento.
Gregório XV foi sucedido pelo papa Urbano VIII.

## Outras fontes
- "Alessandro Ludovisi". Cardinals of the Holy Roman Church.

Atribuição:
- Este artigo incorpora texto de uma publicação agora em domínio público: Baynes, TS; Smith, WR, eds. (1880). "Gregório XV" . Encyclopædia Britannica. 11 (9ª ed.). Nova York: Charles Scribner's Sons. pp. 178–179.
- Este artigo incorpora texto de uma publicação agora em domínio público: Ott, Michael (1910). "Papa Gregório XV". Em Herbermann, Charles (ed.). Enciclopédia Católica. 7. Nova York: Robert Appleton Company.